# Euclimacia flavicauda
Euclimacia flavicauda is een insect uit de familie van de Mantispidae, die tot de orde netvleugeligen (Neuroptera) behoort. 
Euclimacia flavicauda is voor het eerst wetenschappelijk beschreven door Esben-Petersen in 1917.